# Подувалье (протока)
Подувалье — протока (по официальной классификации — водоток) в юго-западной части Казани. Соединяет через Монастырскую протоку систему озёр Кабан с Волгой (Куйбышевским водохранилищем). Подувалье обеспечивает дренажные функции, сбрасывая излишки воды из озёр Кабан в Волгу. Данная протока состоит из трёх поочерёдно расположенных водных объектов: дренажного канала — в верхнем течении, проточного озера Шанхай — в среднем течении, и глубоко вдающегося в берег волжского залива — в нижнем течении. 

## Название
Название Подувалье протока получила по наименованию леса Увал, расположенного слева по её течению вдоль склона третьей надпойменной террасы (увалом называют вытянутую возвышенность с плоской, слегка выпуклой или волнистой вершиной и пологими склонами). Протока протекает уровнем ниже третьей надпойменной террасы, то есть под Увалом, отсюда и название — Подувалье.
Название озера Шанхай неофициальное, но приобрело общеупотребительный характер и используется на электронном картографическом ресурсе Яндекс-карты. Однако его происхождение не установлено. В научных публикациях данное озеро, являющееся средней частью протоки, называют Шанхаем или озером Подувалье.

## Географическое положение
Протока Подувалье протекает по территории Приволжского района Казани, на уровне второй надпойменной террасы. Прежде это была старая долина Волги, которая «на данный момент заросла луговой, водно-болотной и древесно-кустарниковой растительностью». 
Общая длина протоки — от начала дренажного канала (южнее улицы Поперечно-Отарской) до места впадения в Волгу (Куйбышевское водохранилище) — составляет 9 км. 
Протока Подувалье в верхней части — на участке дренажного канала — протекает в направлении с севера на юг, хотя в некоторых местах русло извивается. Незадолго до впадения в озеро Шанхай она сворачивает на юго-запад и течёт в этом направлении вплоть до устья.  
В верхнем течении по левую (восточную) сторону от протоки Подувалье — на участке дренажного канала — находится депрессивная промышленная зона, часть которой в 2022 году передана под многоэтажное жилищное строительство. Южнее неё расположены водно-болотные и луговые пространства, местами поросшие кустарником и лесом (березняк на одном из участков левобережья дренажного канала). Это низменное пространство тянется вдоль левого побережья вплоть до озера Шанхай, постепенно сужаясь в ширине вслед за изгибом третьей надпойменной террасы (на этой террасе расположен посёлок Мирный). За озером Шанхай третья надпойменная терраса подходит близко к водной глади протоки Подувалье, благодаря чему прежде низменный левый берег становится высоким. Но далее терраса отдаляется от русла протоки, а уровень левобережья понижается. Здесь водно-болотная растительность сохраняется вдоль русла, но за ней возвышается лесной массив.   
Правобережье протоки Подувалье отличается от левого берега благодаря активному антропогенному воздействию. На его северном участке находится малоэтажная жилая застройка посёлка Отары, переходящая южнее в Отарский лес. Этот лес тянется не только вдоль правого берега дренажного канала, но и озера Шанхай, после чего сменяется садово-дачной застройкой, протянувшейся на несколько километров вдоль нижней части протоки Подувалье, то есть вдоль залива. Почти на всём протяжении правый берег протоки зарос водно-болотной растительностью.  
С левого берега в протоку Подувалье впадают два небольших безымянных притока: более мелкий — в дренажный канал выше озера Шанхай, более крупный — в волжский залив ниже озера Шанхай. В нижнем течении дренажного канала, недалеко от его впадения в озеро Шанхай, находится небольшой двухступенчатый водопад.

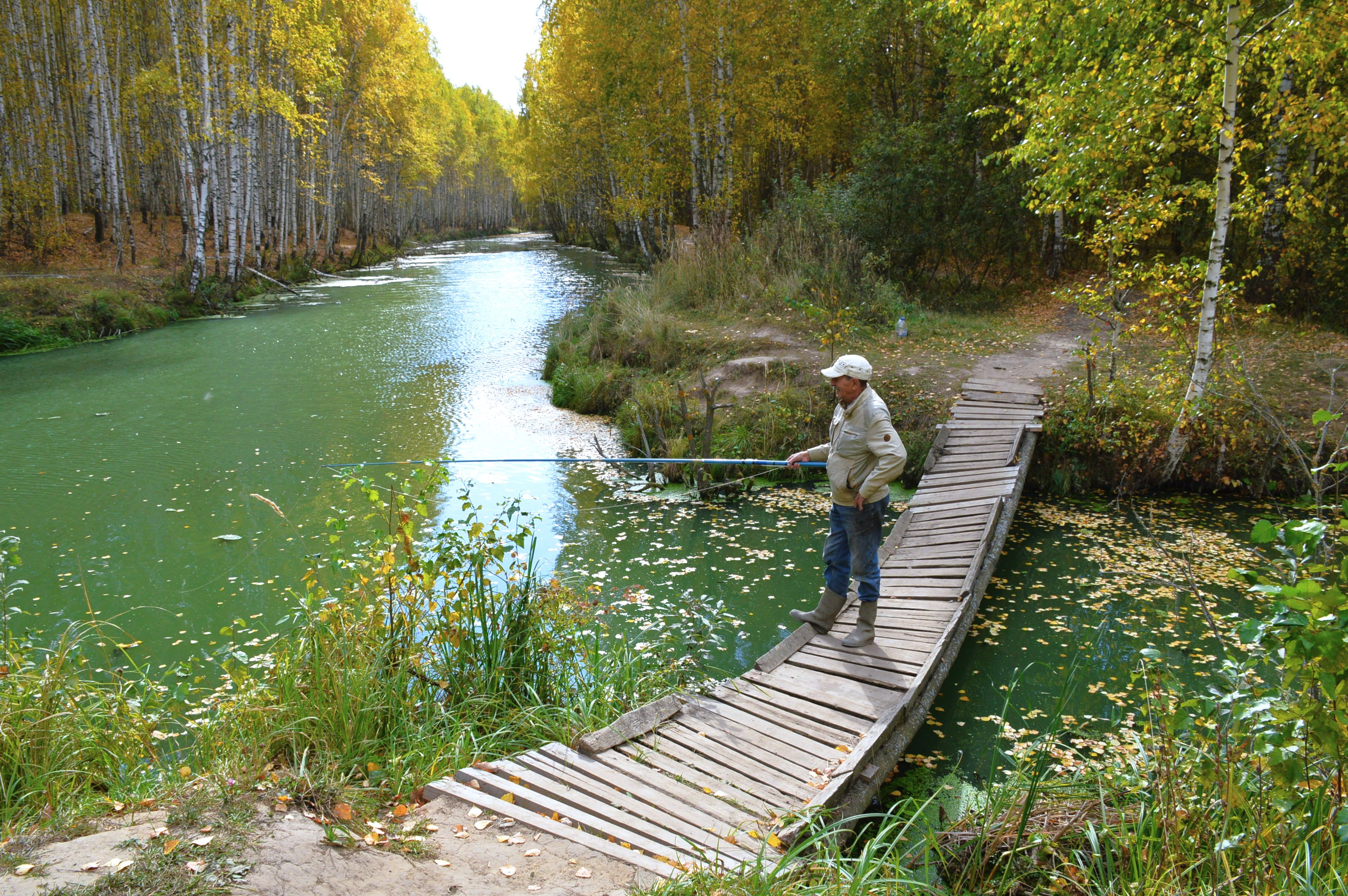
Протока Подувалье: дренажный канал
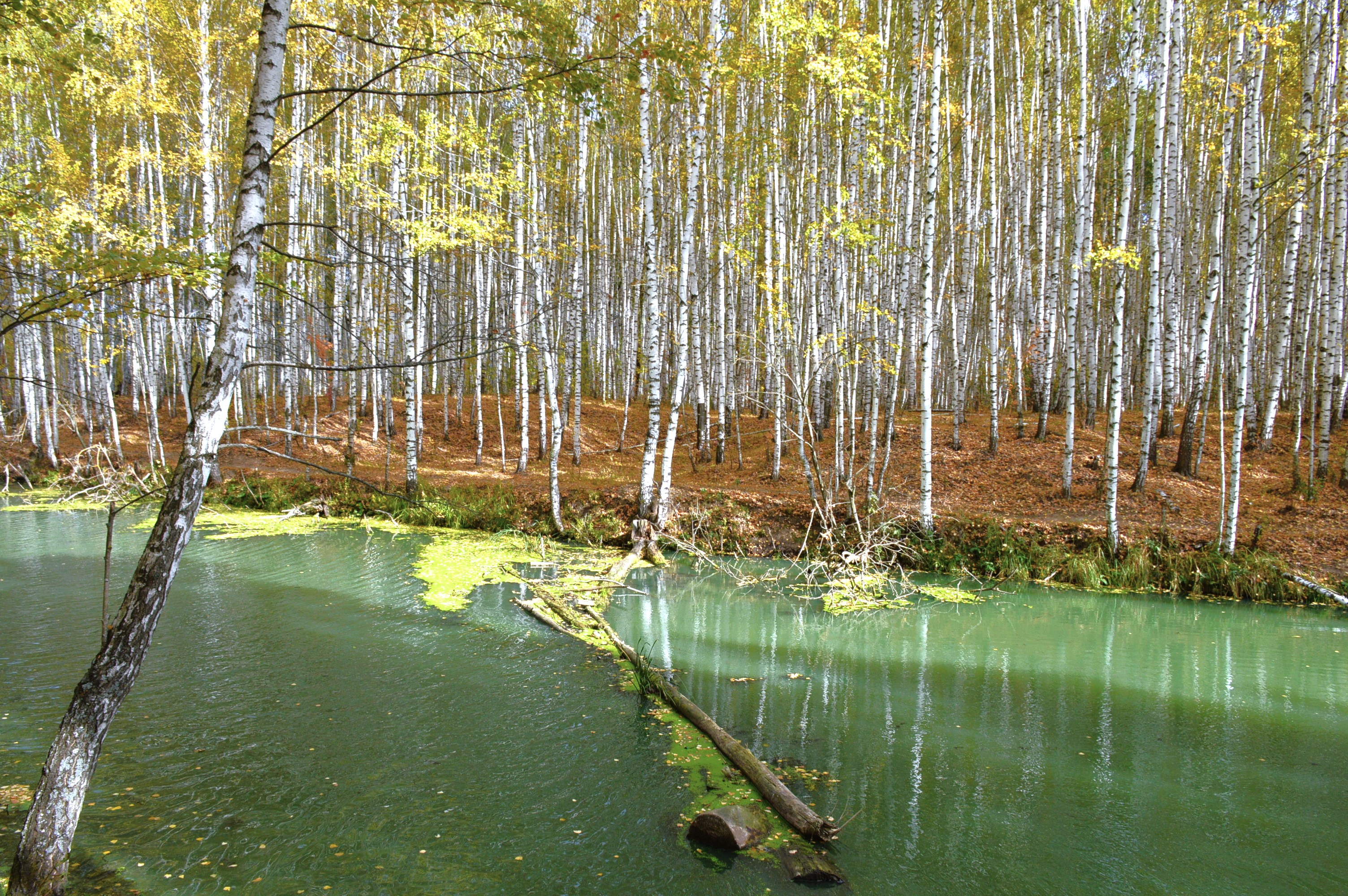
Берёзовый лес на левом берегу дренажного канала
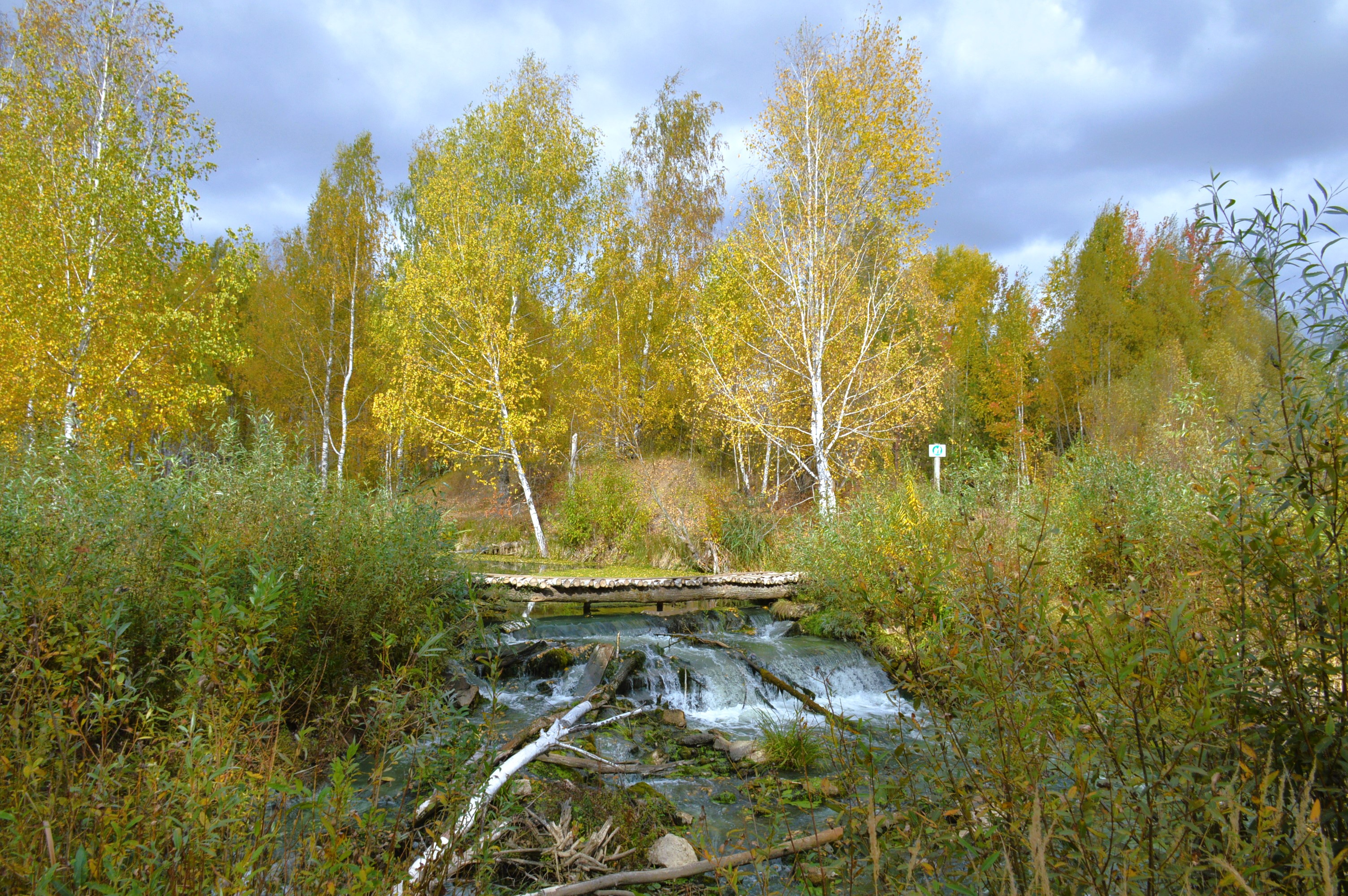
Водопад
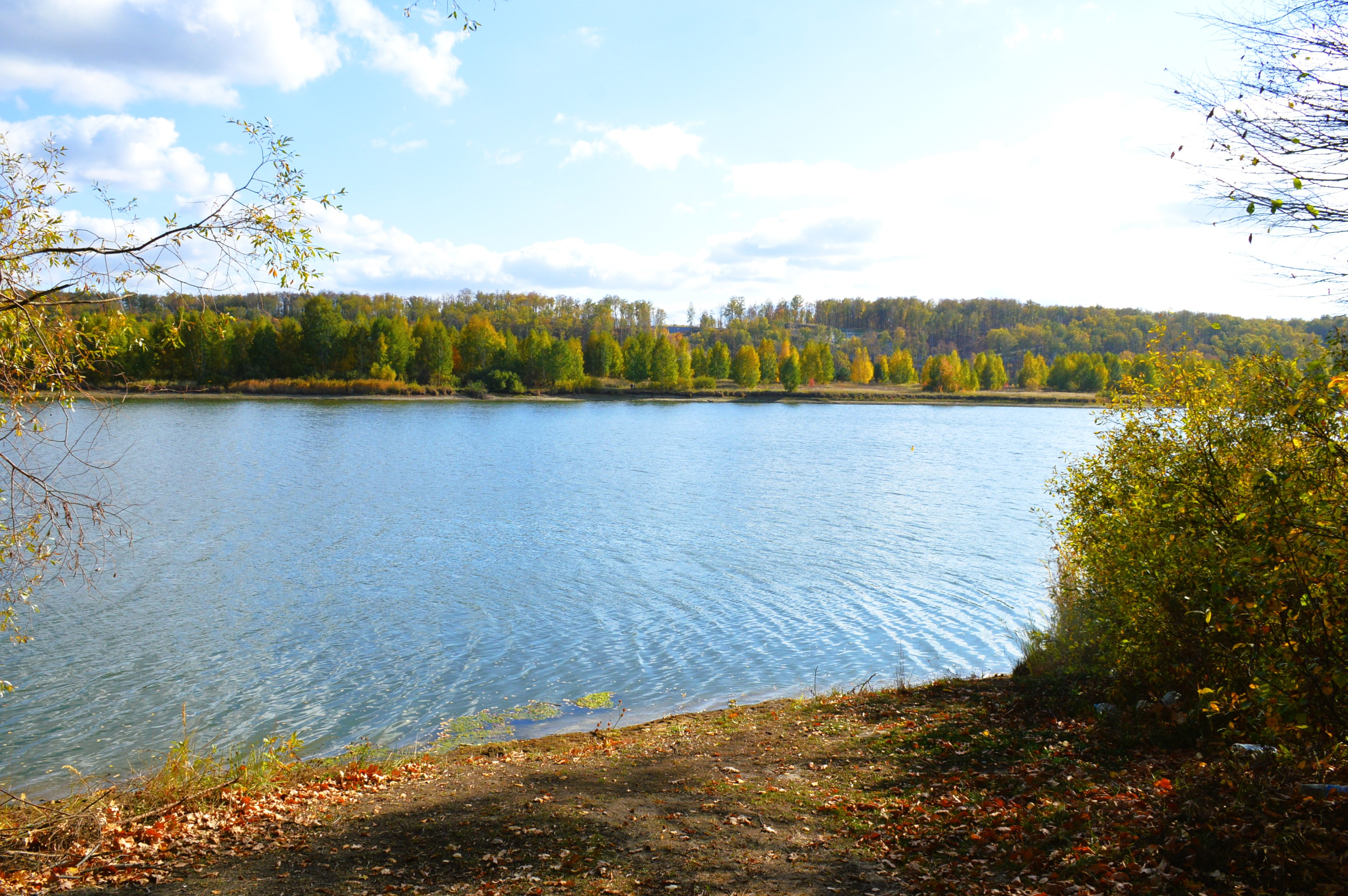
Озеро Шанхай. Возвышенность на заднем плане – третья надпойменная терраса
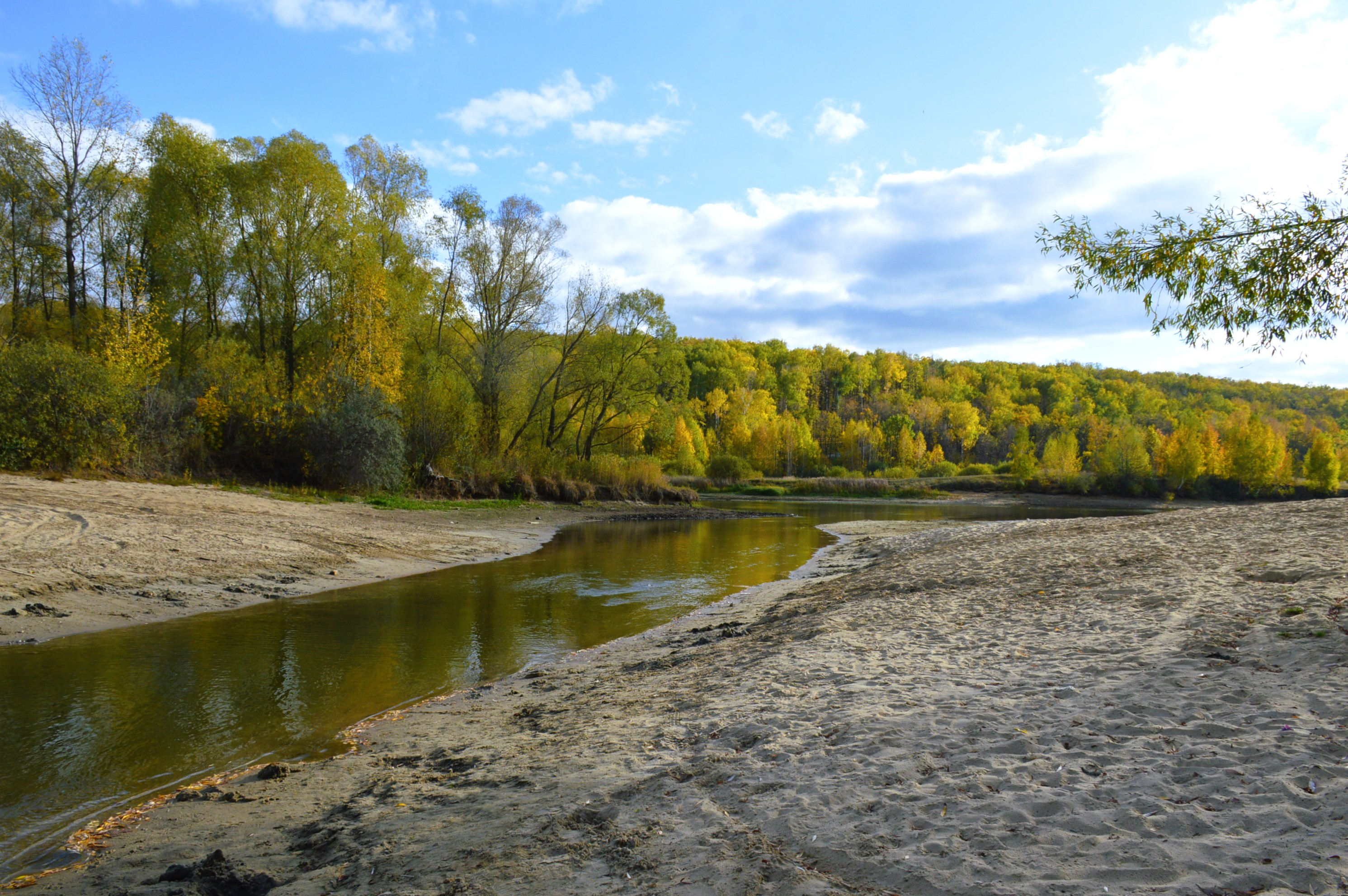
Водоток, соединяющий озеро Шанхай с низовьем протоки Подувалье
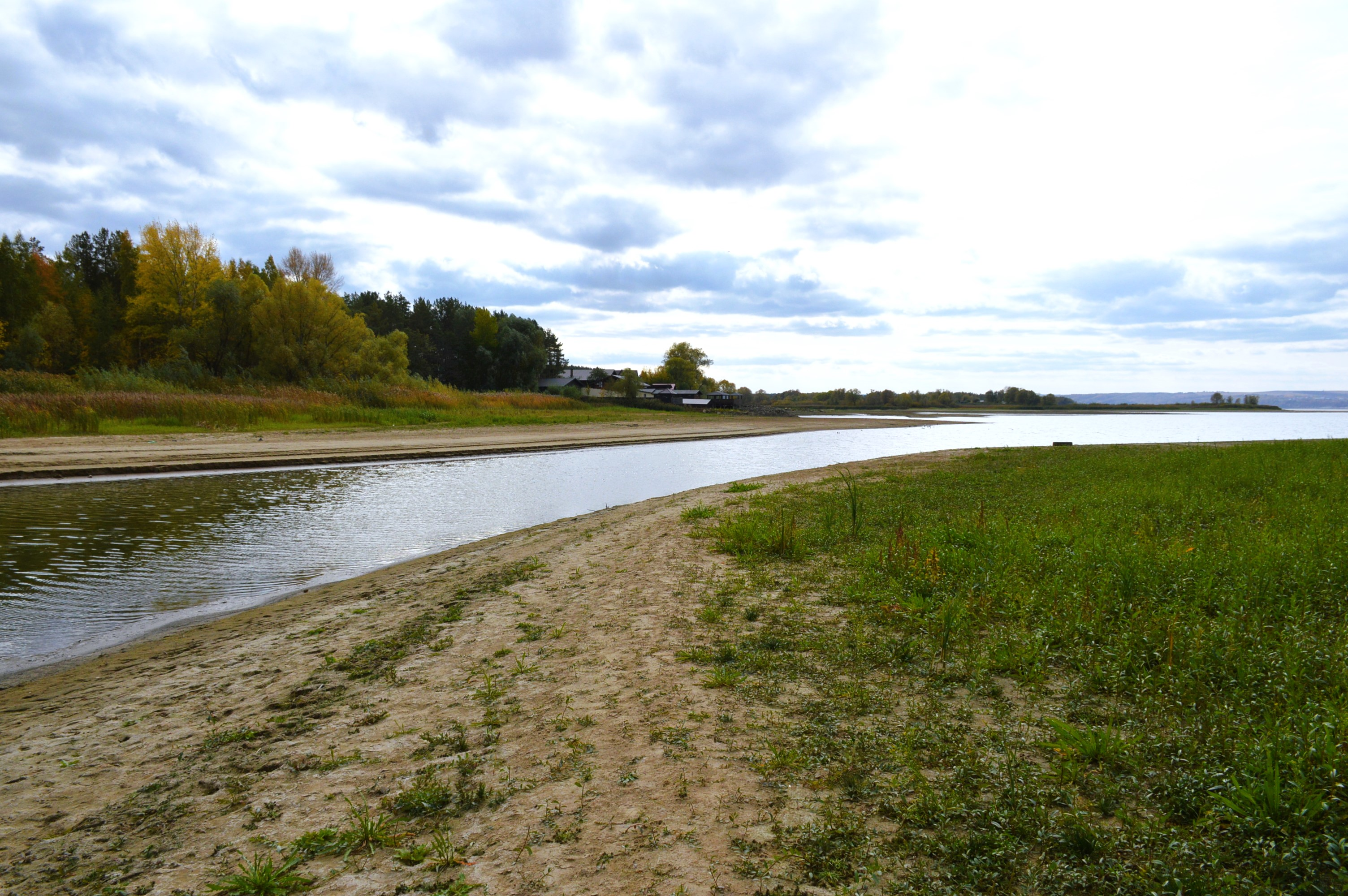
Устье протоки Подувалье

## История
Протока Подувалье возникла после появления в 1956—1957 годах Куйбышевского водохранилища и завершения строительства системы инженерной защиты Казани, состоящей из многокилометровых дамб, дренажных каналов и насосных станций.
До появления Куйбышевского водохранилища вторая надпойменная терраса в районе нынешней протоки Подувалье во время высоких половодий на Волге заливалась речной водой, образуя старицы и болота. С появлением водохранилища и регулируемого волжского стока эта территория обрела более устойчивый гидрологический режим.
В то же время во избежание угрозы подтопления части территории Казани из-за подъёма уровня воды в Волге вдоль новой береговой линии и части прилегающих территорий построили защитные дамбы. С южной стороны города, от новой волжской береговой линии, где ранее находился посёлок Малые Отары, до посёлка Борисково возвели Южную дамбу с двумя насосными станциями для перекачки излишков воды, образуемой внутри городских водоёмов, в Куйбышевское водохранилище. Со стороны города вдоль Южной дамбы построили продолжение Монастырской протоки — дренажного канала, отводящего излишки воды из озёр Средний и Нижний Кабан напрямую в водохранилище (около посёлка Новое Победилово). Также у изгиба серединной части Южной дамбы построили насосную станцию (она располагается между двумя садоводческими товариществами — садом № 2 и садом № 3 Приволжского райсобеса), которая стала перекачивать часть воды из Монастырской протоки по трубе, проложенной сквозь дамбу, в южном направлении в природный водоём. Оттуда вода уходила в Куйбышевское водохранилище.

### Дренажный канал протоки Подувалье
В 1970-е годы к югу от дамбы были проведены работы по осушению водно-болотных участков земли для нужд новой промышленной зоны. В ходе этих работ была также осушена часть природного водоёма, в который прежде сбрасывали воду по трубе из Монастырской протоки. Для отвода воды с западной стороны осушенной территории был проложен дренажный канал, который со временем стал естественной границей между жилой застройкой посёлка Отары и промышленной зоной (в 2022 году западный участок данной промзоны площадью 87 га — это старая территория завода по производству тротуарной плитки «Коламбия» — был передан под многоэтажное жилищное строительство). 
Общая протяжённость дренажного канала — от места сброса воды из трубы до места впадения в озеро Шанхай — составляет около 2,5 км. Малоэтажная жилая застройка посёлка Отары и территория теперь уже бывшей промзоны тянутся вдоль берегов северной половины дренажного канала. Южная его половина проходит через природную зону с водно-болотной и лесной растительностью. Часть леса вдоль левобережья дренажного канала составляют искусственные посадки берёзы.

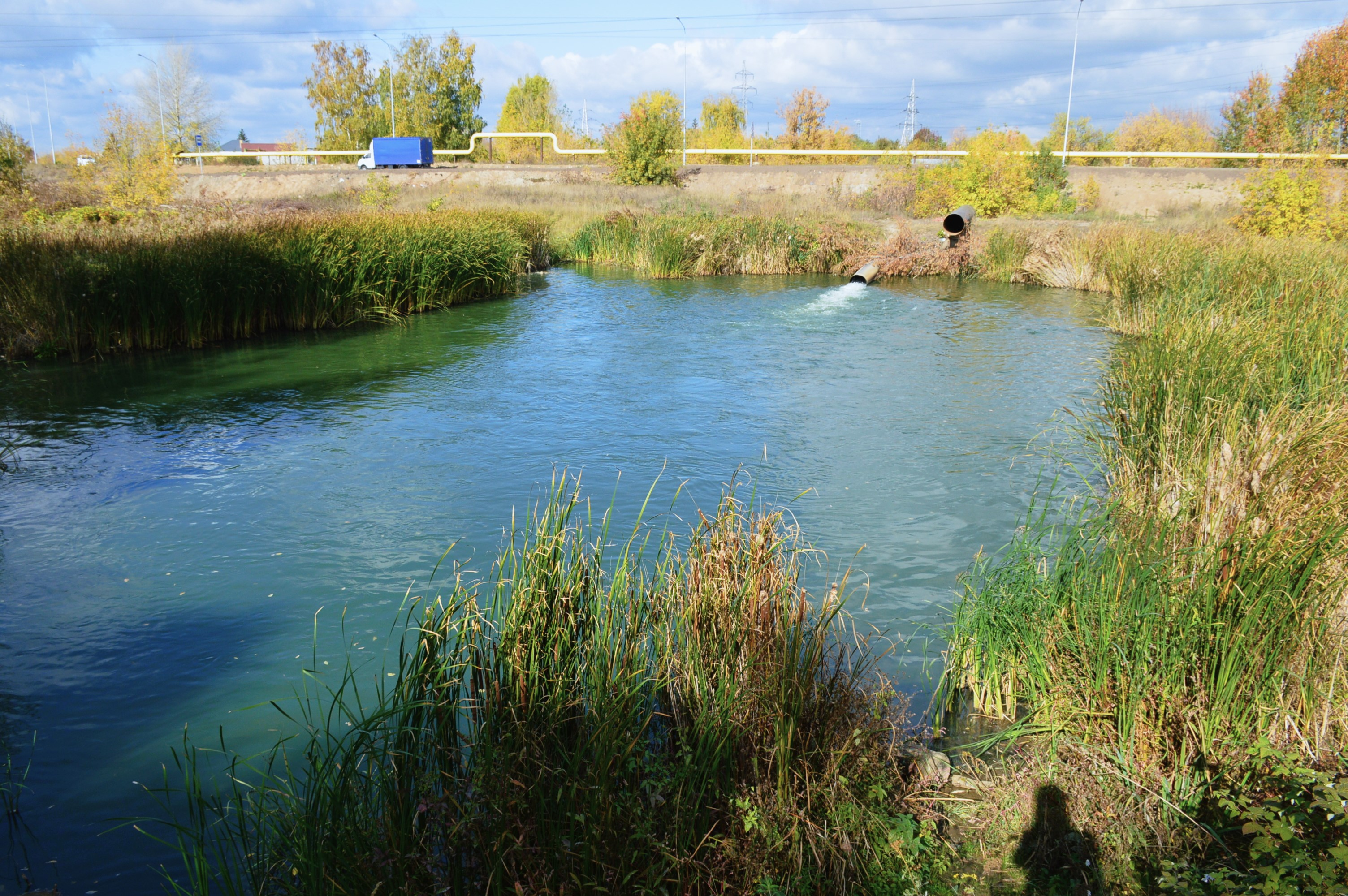
Начало протоки Подувалье: здесь начинается дренажный канал
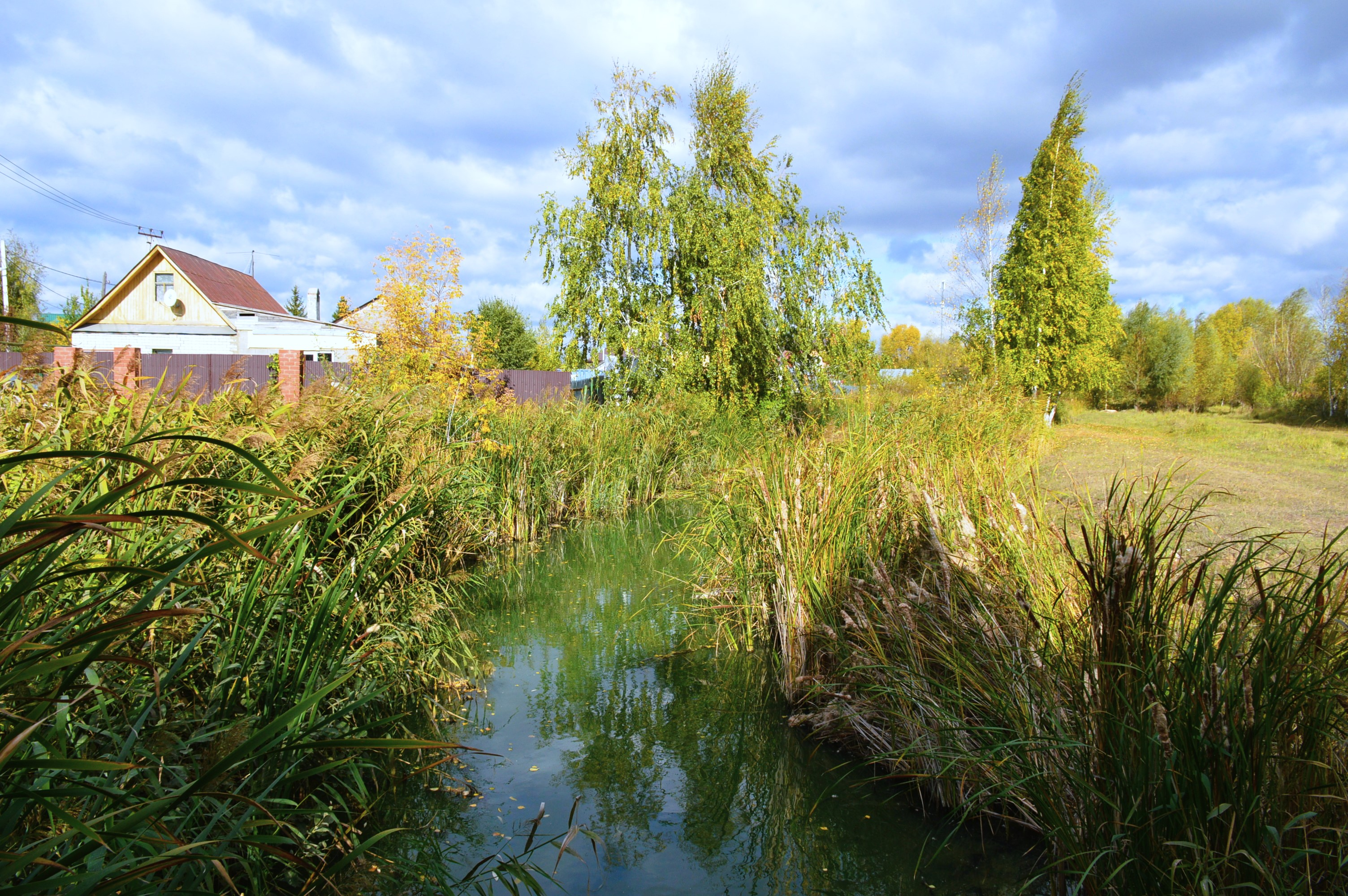
Дренажный канал в районе жилой застройки посёлка Отары
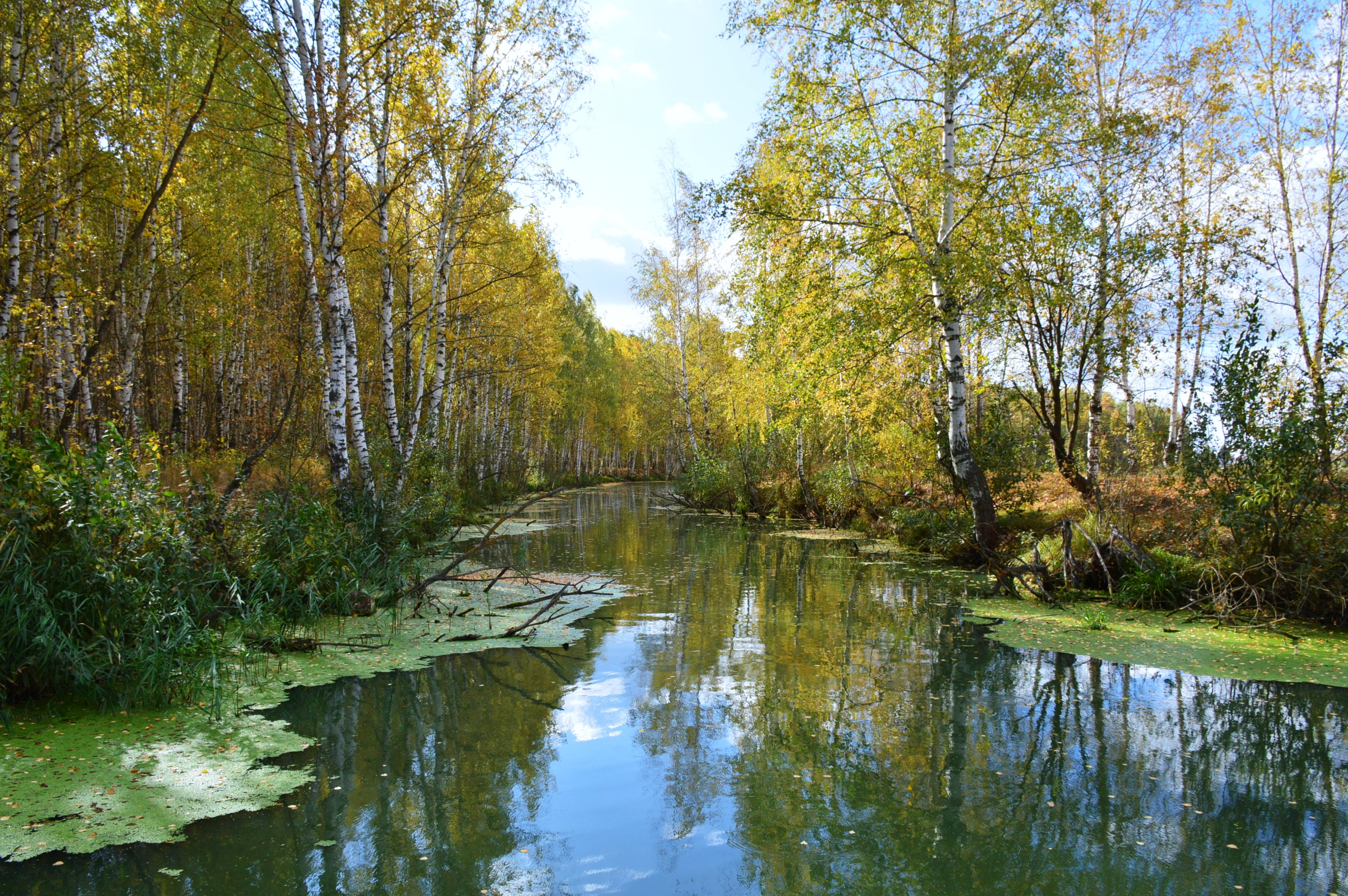
Дренажный канал в районе Отарского озера
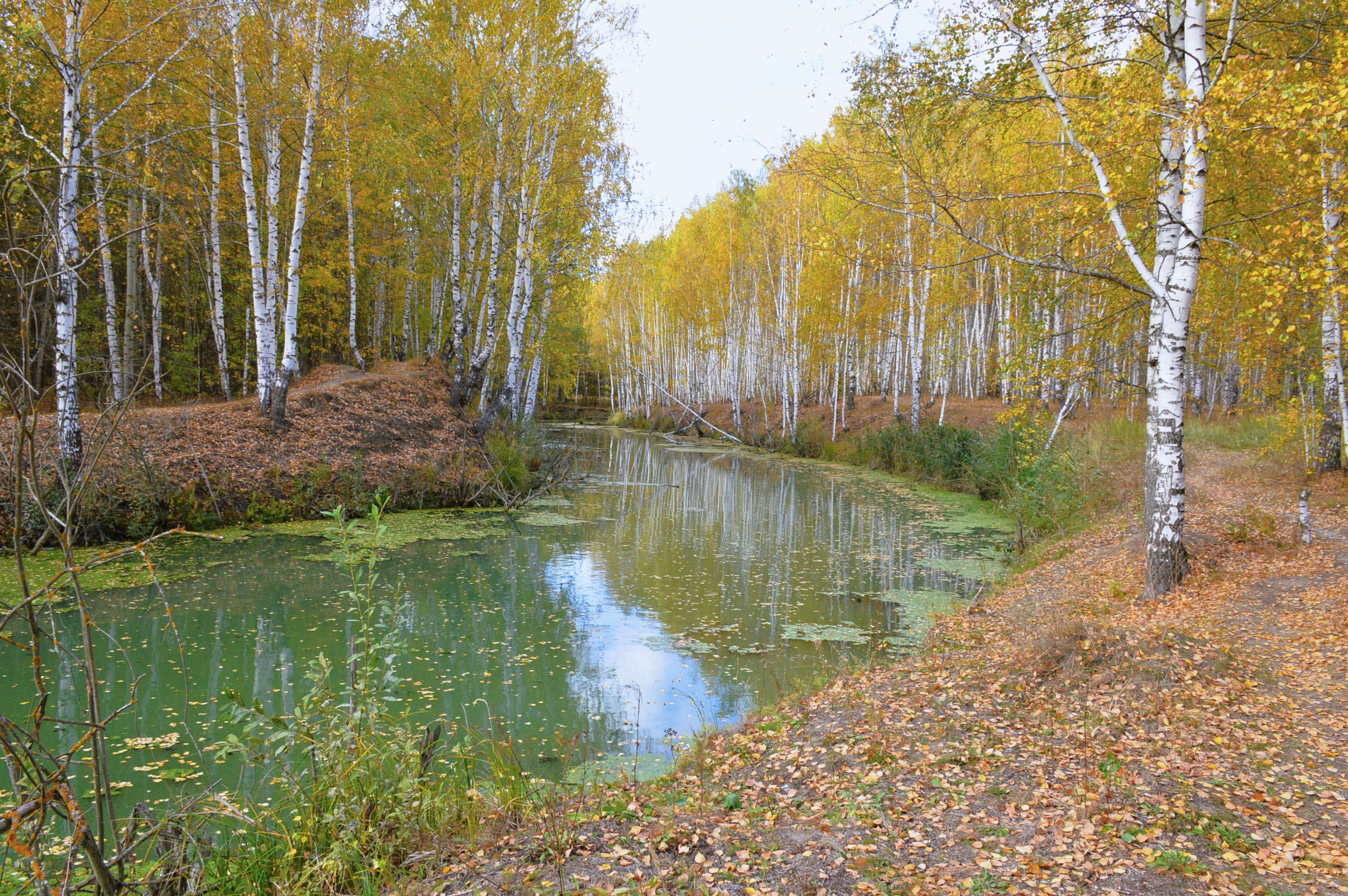
Дренажный канал в районе Отарского леса: вид с левого берега
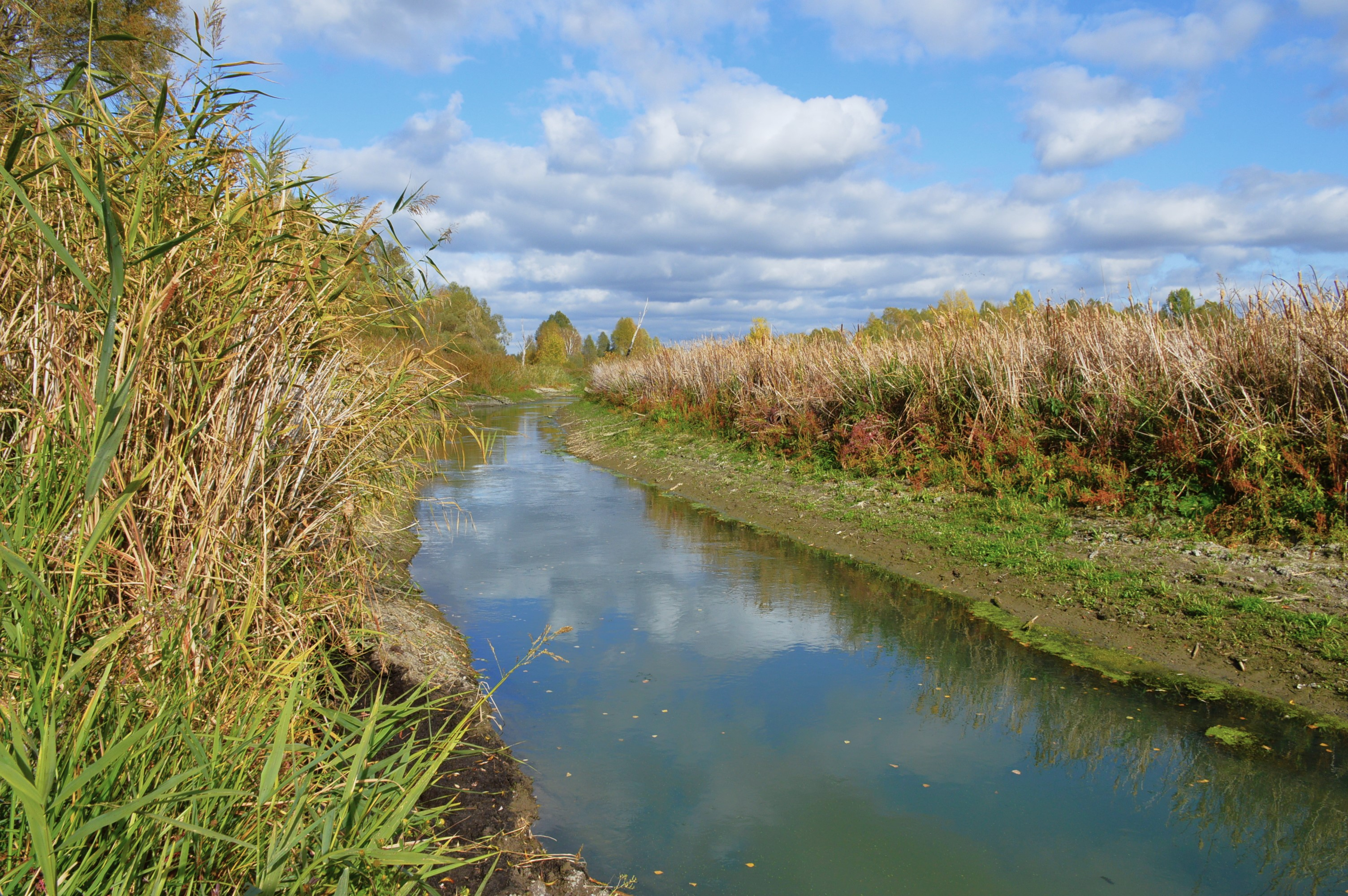
Водно-болотная растительность вдоль дренажного канала в период обмеления
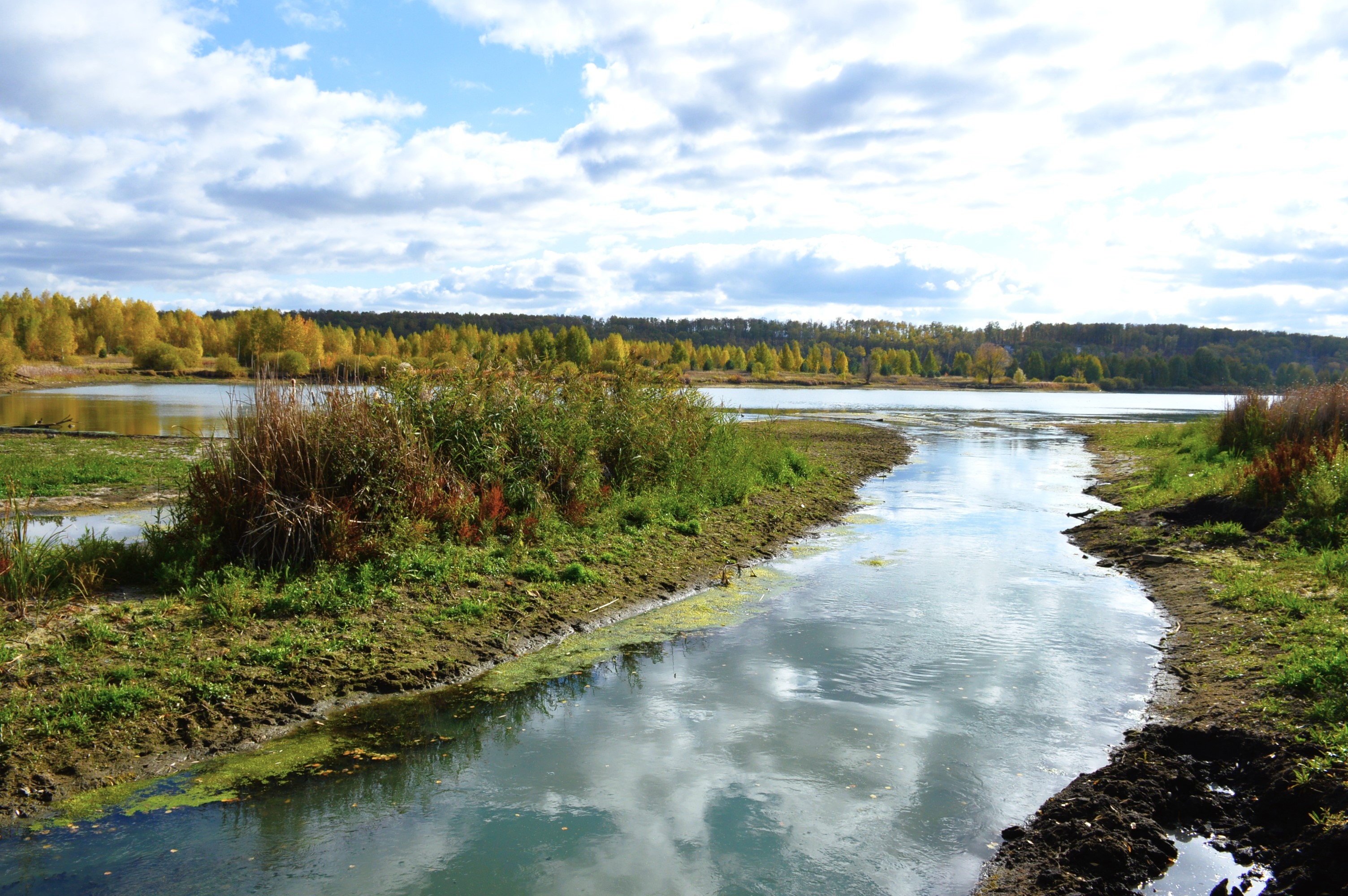
Место впадения дренажного канала в озеро Шанхай

### Озеро Шанхай
Шанхай — проточное озеро вытянутой формы протяжённостью около 1,3 км. Его площадь составляет около 23 га, но в периоды активного сброса воды из Куйбышевского водохранилища площадь водной поверхности озера сокращается. С низовьем протоки Подувалье (волжским заливом) озеро Шанхай соединяется небольшим водотоком.  
Озеро Шанхай является одним из мест любительского рыболовства и отдыха.
Часть побережья озера Шанхай застроена домами садоводческого товарищества «Залив».

### Низовье протоки Подувалье
Низовье протоки Подувалье — это глубоко вдающийся в берег волжский залив длиной свыше 5 км. Он возник в результате заполнения водами Куйбышевского водохранилища протяжённой балки, существовавшей до 1957 года на второй надпойменной террасе. 
Примерно в километре к северу от устья протоки Подувалье до конца 1950-х годов находилось село Большие Отары (сейчас бо́льшую часть его территории занимают садоводческие товарищества).
До начала 1980-х годов северный берег залива (правый берег протоки Подувалье) был пустынным, но затем вдоль него появилась дачная застройка садоводческих товариществ «Волга Кварт», «Табигать», «50 лет Победы», «Идел», «Залив» и др. Также на правом берегу недалеко от устья протоки Подувалье находится Учебно-научная база «Агробиостанция» Института фундаментальной медицины и биологии Казанского федерального университета. На противоположном берегу залива (на левом берегу протоки Подувалье) расположен лесной массив.

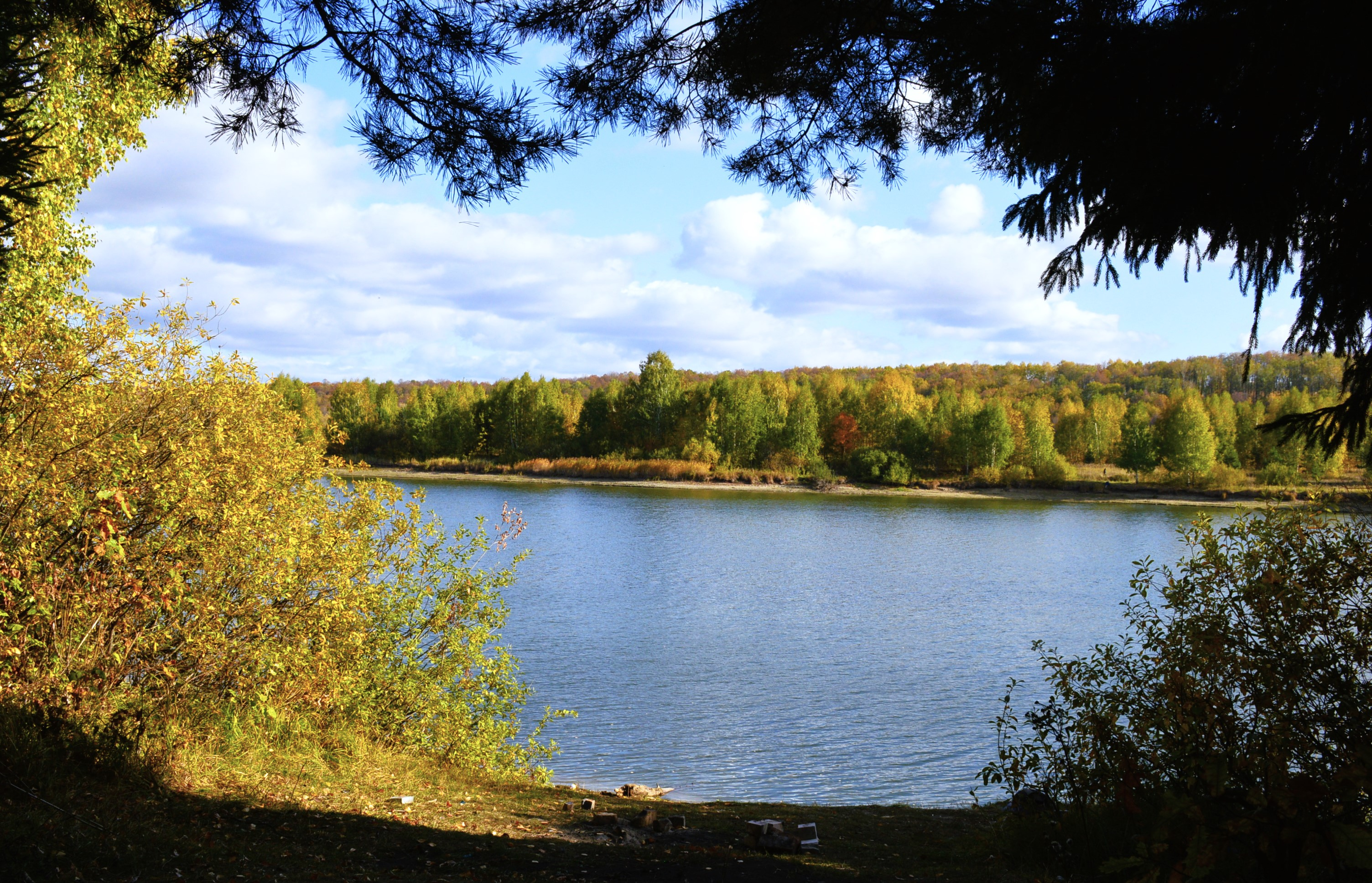
Озеро Шанхай
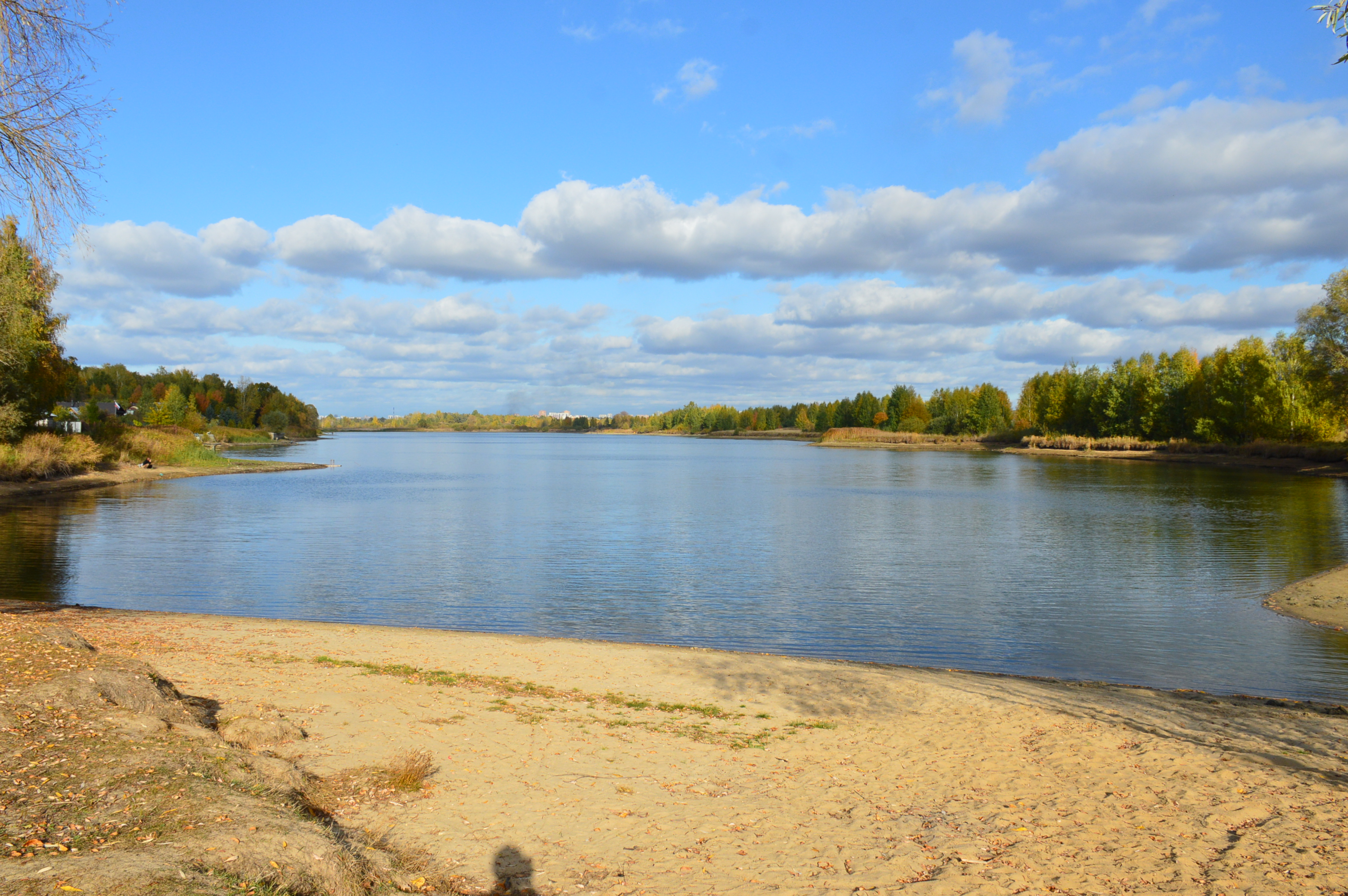
Озеро Шанхай: вид со стороны пляжа
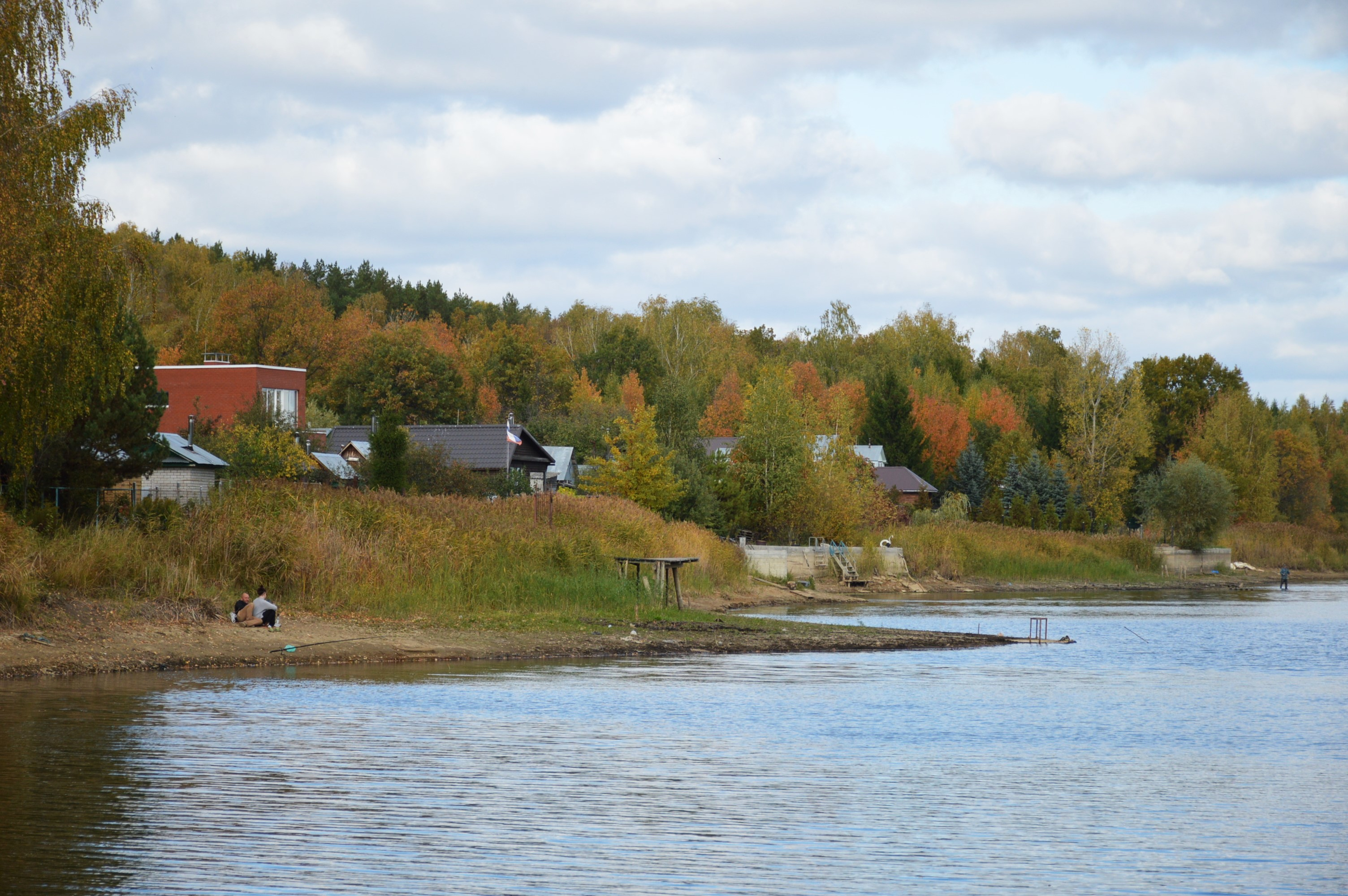
Дачная застройка вдоль береговой линии озера Шанхай
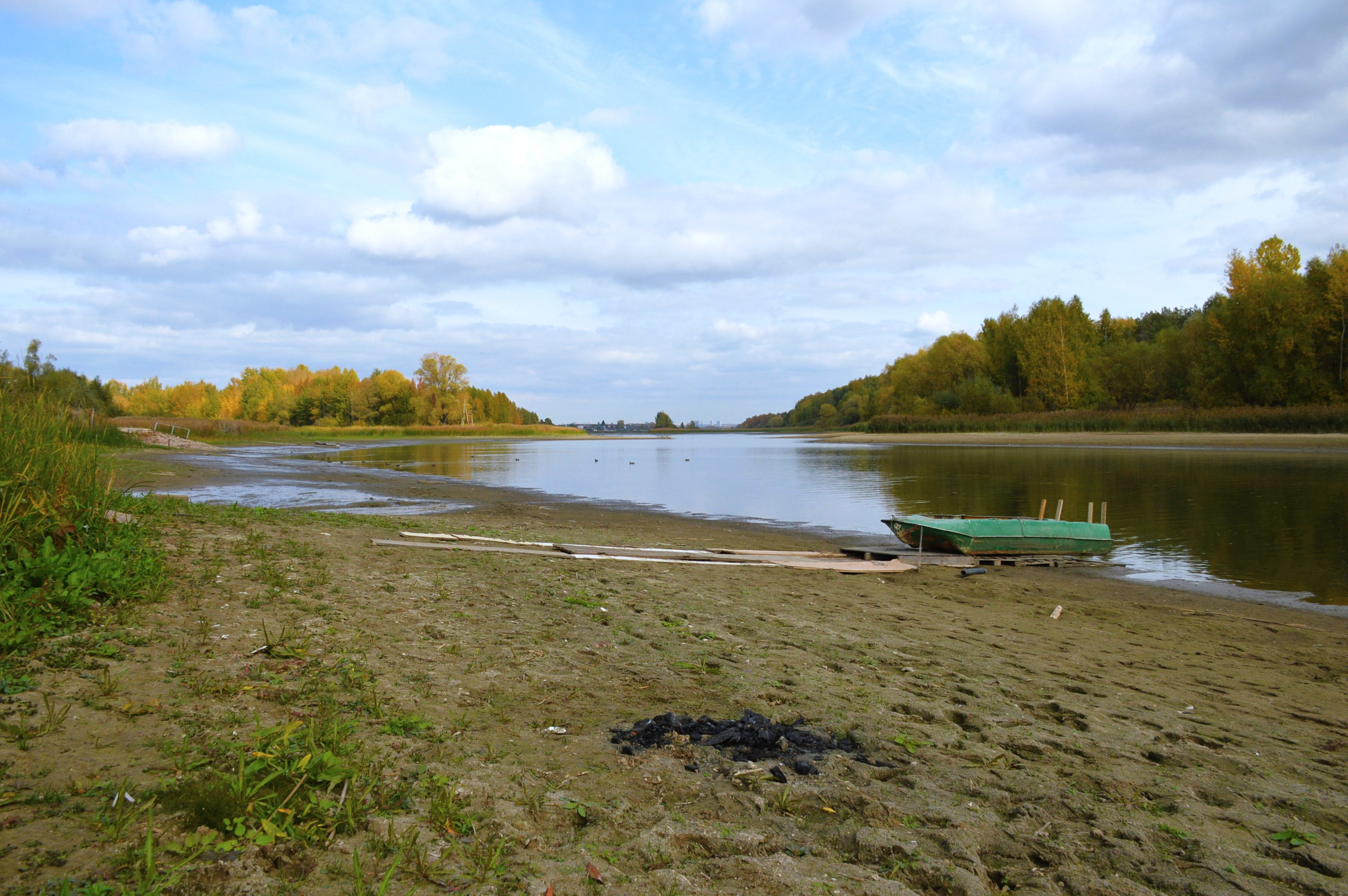
Низовье (залив) протоки Подувалье в период обмеления: вид в сторону от устья
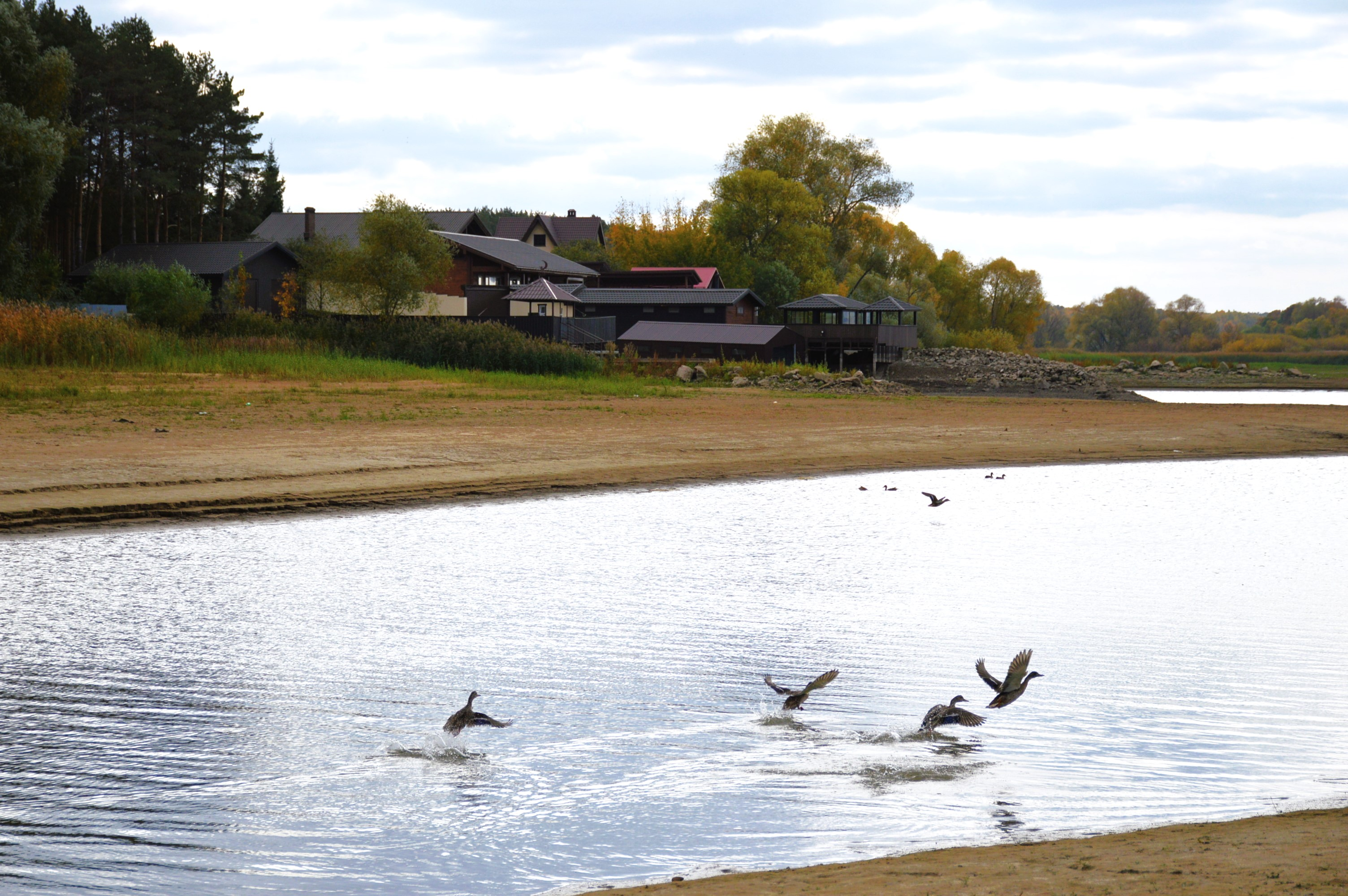
Левый берег протоки Подувалье около устья
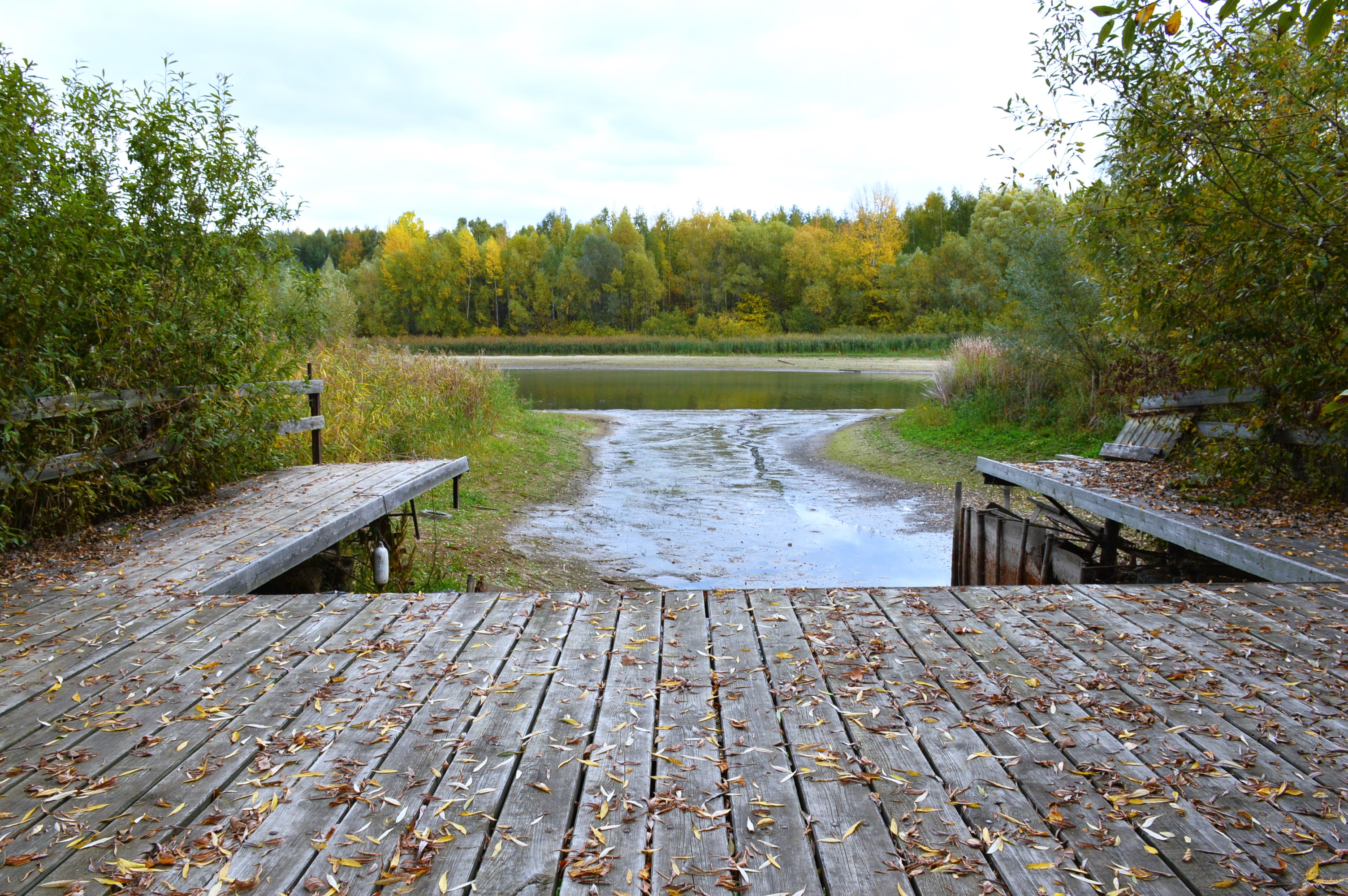
Лодочный причал у устья протоки Подувалье в период обмеления